# Gresswiller
Gresswiller je občina v departmaju Bas-Rhin francoske regije Alzacija.
Leta 1990 je v občini živelo 1 181 oseb oz. 127 oseb/km².